# Championnat de France de hockey sur glace 1966-1967
Saison précédente Saison suivante
La saison 1966-1967 est la 46e saison du championnat de France de hockey sur glace.

## Bilan
23e titre de champion de France pour le Chamonix Hockey Club.